# Brianna Blaze
Brianna Blaze, född 11 oktober 1984 i Ohio i USA, är en amerikansk porrskådespelerska. Hon har medverkat i pornografiska filmer sedan 2003.